# Ligne 4 (CFL)
Pour les articles homonymes, voir Ligne 4.
La ligne 4 Luxembourg – Berchem – Oetrange est une ligne de chemin de fer de 16,2 km reliant Luxembourg à Oetrange par Berchem.
Exploitée par la Direction générale impériale des chemins de fer d'Alsace-Lorraine en 1918, par l'Administration des chemins de fer d'Alsace et de Lorraine après 1919, par la SNCF après 1938 puis par la Deutsche Reichsbahn après 1940, elle est exploitée depuis 1946 par la société nationale des chemins de fer luxembourgeois. 
Elle constitue un raccordement à voie unique entre la ligne 3 et la ligne 6, emprunté par des trains arrivant de l'est qui contournent Luxembourg par le sud en direction de la France. La branche de cette ligne qui se détache vers le nord juste avant Berchem, parfois appelée ligne 4a dans le référentiel des CFL, permet aux trains d'arriver à la gare de Luxembourg par le sud.

## Histoire
La décision de construire cette ligne fut prise durant la Première Guerre mondiale. Elle doit permettre à la fois d'offrir un itinéraire alternatif à la ligne 3 entre Oetrange et Luxembourg et, avant tout, d'éviter aux trains de transit à destination de l'est de la France cette section de la ligne 3. Le trafic comprend alors de nombreux trains militaires vers la zone du front[réf. nécessaire].
Le 20 octobre 1918, la Direction générale impériale des chemins de fer d'Alsace-Lorraine, exploitant des lignes de la Société royale grand-ducale des chemins de fer Guillaume-Luxembourg, ouvre à l'exploitation la ligne de Luxembourg à Oetrange. La courbe de raccord vers Berchem n'était pas encore terminée à l'Armistice. Elle fut posée en 1940 lors de la seconde occupation du Luxembourg,.
La ligne est électrifiée en intégralité en 1959.

## Caractéristiques

### Tracé
Longue de 16,2 kilomètres, la ligne constitue un raccordement entre les lignes 3 et Ligne 6. D'orientation est-ouest, elle est électrifiée en 2 x 25000 V - 50 Hz et est à voie unique et à écartement normal (1 435 mm).
Le tracé de la ligne, qui dessert le centre-est du Luxembourg est relativement plat, avec une pente maximale de 12 ‰. Toutefois, la ligne compte un tunnel près de Syren.

### Infrastructures

#### Signalisation
La ligne est équipée de la signalisation ferroviaire luxembourgeoise et du Système européen de contrôle des trains de niveau 1 (ETCS L1), ce dernier cohabite jusqu'au 31 décembre 2019 avec le Memor II+.

#### Gares
Outre la gare d'origine, de Luxembourg, la ligne comporte deux gares disposant d'installations de « terminal fret » et de « gare de formation » : Luxembourg et Oetrange.
Aucun arrêt intermédiaire n'est ouverte sur cette ligne. Il existe en revanche un évitement près de Syren.

#### Vitesses limites
La vitesse limite varie de 60 à 120 km/h. Dans le détail, elle est de 60 km/h de la gare de Luxembourg jusqu'à Luxembourg-Sud, puis elle est de 120 km/h jusqu'à Berchem, de 80 km/h à sa hauteur puis de 90 km/h jusqu'à la gare d'Oetrange.

## Trafic
Le trafic de la ligne est exclusivement composé de trains de Fret des  CFL et de la Deutsche Bahn. En cas de travaux ou d'incidents sur la ligne 3, le trafic de cette dernière est dévié par la ligne 4.